# August Dickmann
August Dickmann (n. 7 ianuarie 1910, Dinslaken, Regatul Prusiei, Imperiul German – d. 15 septembrie 1939, Lagărul de concentrare Sachsenhausen, Brandenburg, Germania) a fost un martor al lui Iehova și obiector de conștiință din Germania, cunoscut drept prima persoană care a fost ucisă pentru că a respins serviciul militar în timpul celui de-Al Doilea Război Mondial. Acesta a fost unul dintre numeroșii Martori ai lui Iehova germani executați din cauza credințelor sale religioase în timpul regimului nazist. Persoana care a comandat plutonul de execuție care l-a ucis pe Dickmann a fost ofițerul SS Rudolf Höss, care mai târziu urma să devină cel mai longeviv comandant în funcție în serviciul lagărului de concentrare și exterminare de la Auschwitz.

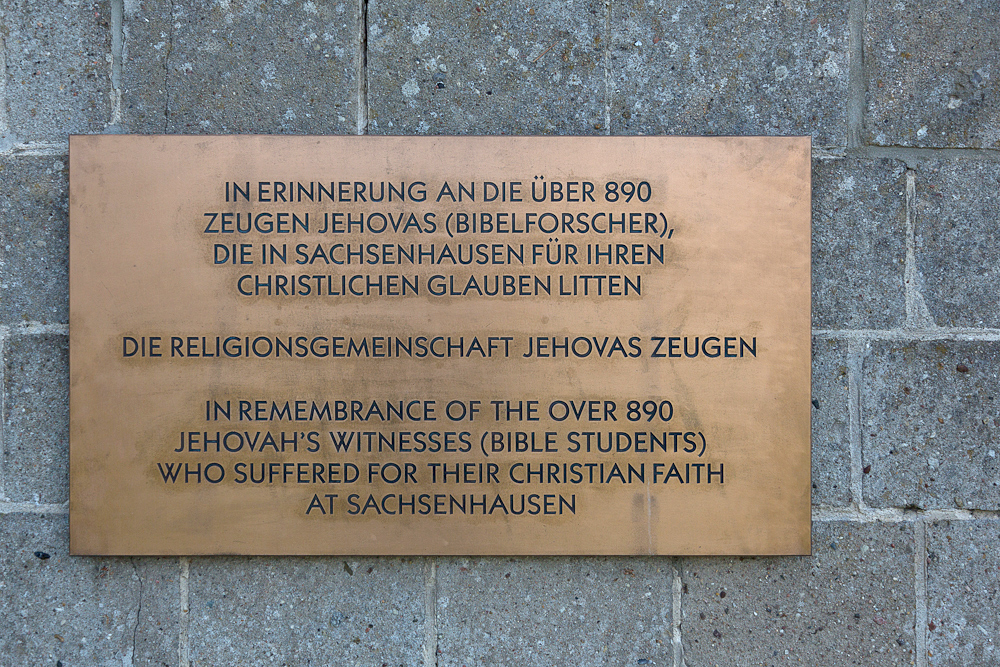
Placă comemorativă dedicată Martorilor lui Iehova uciși în timpul Holocaustului în Sachsenhausen

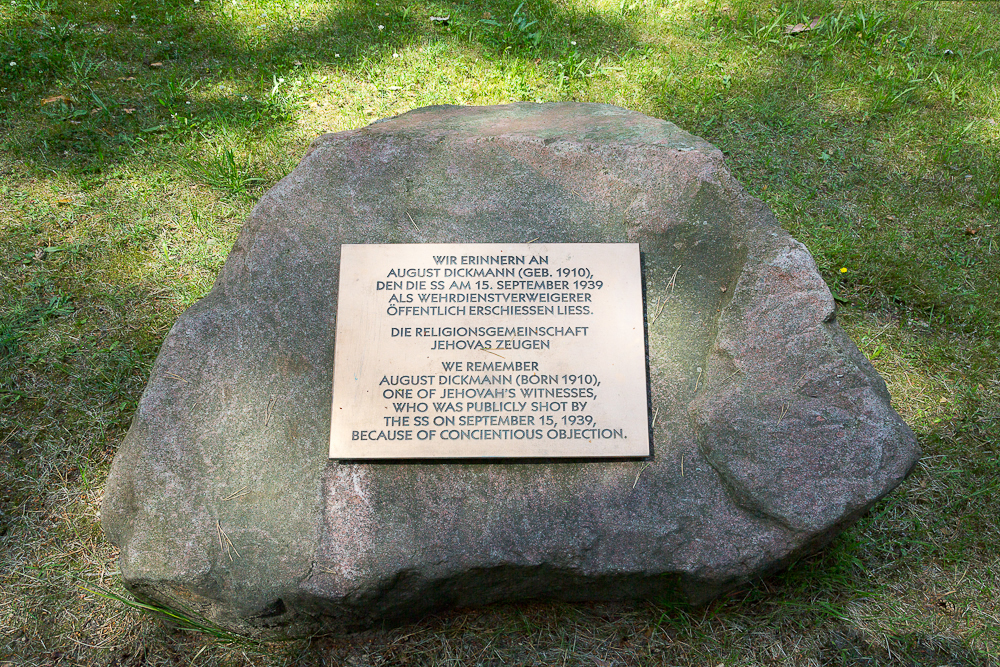
Memorialul lui August Dickmann în Sachsenhausen